# Drosera caduca
Drosera caduca ist eine fleischfressende Pflanzenart aus der Familie der Sonnentaugewächse (Droseraceae). Sie kommt ausschließlich in Nord-Australien vor.

## Beschreibung
Bei Drosera caduca handelt es sich um eine ausdauernde krautige Pflanze, die einzelne bodenständige Rosetten bildet. Die Blätter stehen aufrecht bis halb aufrecht, die Blattstiele sind umgekehrt lanzettlich, 15 bis 30 Millimeter lang, am Ansatz 0,5 bis 1, am breitesten Punkt 3 bis 6 Millimeter breit, am Ansatz der Spreite verjüngt bis auf 1,5 bis 2, auf der Oberseite kahl und der Unterseite schwach behaart. Die kreisförmigen Blattspreiten sind rund 3 bis 4 Millimeter lang und ebenso viele Millimeter breit, auf der Oberseite schwach mit Drüsen besetzt und am Rand mit Tentakeln besetzt und der Unterseite kahl. Im Alter vertrocknen die Blattspreiten, Tentakel werden nicht gebildet.
Die ein oder zwei Blütenstandsachsen sind 30 bis 45 Zentimeter lang und tragen in einer Traube 25 bis 45 Blüten, die Blütenstiele sind 3 bis 4 Millimeter lang. Die Kelchblätter sind elliptisch, weitgehend kahl, rund 3 Millimeter lang und rund 1,3 Millimeter breit. Die Kronblätter sind weiß, länglich-rund und rund 6,5 Millimeter lang sowie rund 3,6 Millimeter breit.
Die Staubblätter sind rund 3 Millimeter lang. Der Fruchtknoten ist umgekehrt-eiförmig und 1 Millimeter lang. Die drei Griffel sind inklusive der Narben 1,5 Millimeter lang.

## Verbreitung
Die Heimat von Drosera caduca ist das tropische Nord-Australien (Queensland, Northern Territory, Western Australia).

## Systematik
Die Art wurde 1996 von Allen Lowrie erstbeschrieben, sie gehört zum so genannten „Petiolaris-Komplex“, der die Sektion Lasiocephala der Gattung bildet.